# Велика Сніжна печера
Велика Сніжна печера (пол. Jaskinia Wielka Śnieżna) — найглибша і найдовша печера в Польщі та найглибша печера в горах Татри. Деякі частини печери погано досліджені та задокументовані. Наразі відкритих коридорів 23753 метри, а денівеляція становить 824 метри.
Велика Сніжна печера — це термін, що охоплює 5 печер, досліджених незалежно одна від одної і в результаті відкриттів, об'єднаних у якийсь момент (у різні роки). Цими печерами є: Сніжна печера, Велика Літворова печера, печера над Котлінами, Ясний Авен та Вільча печера.

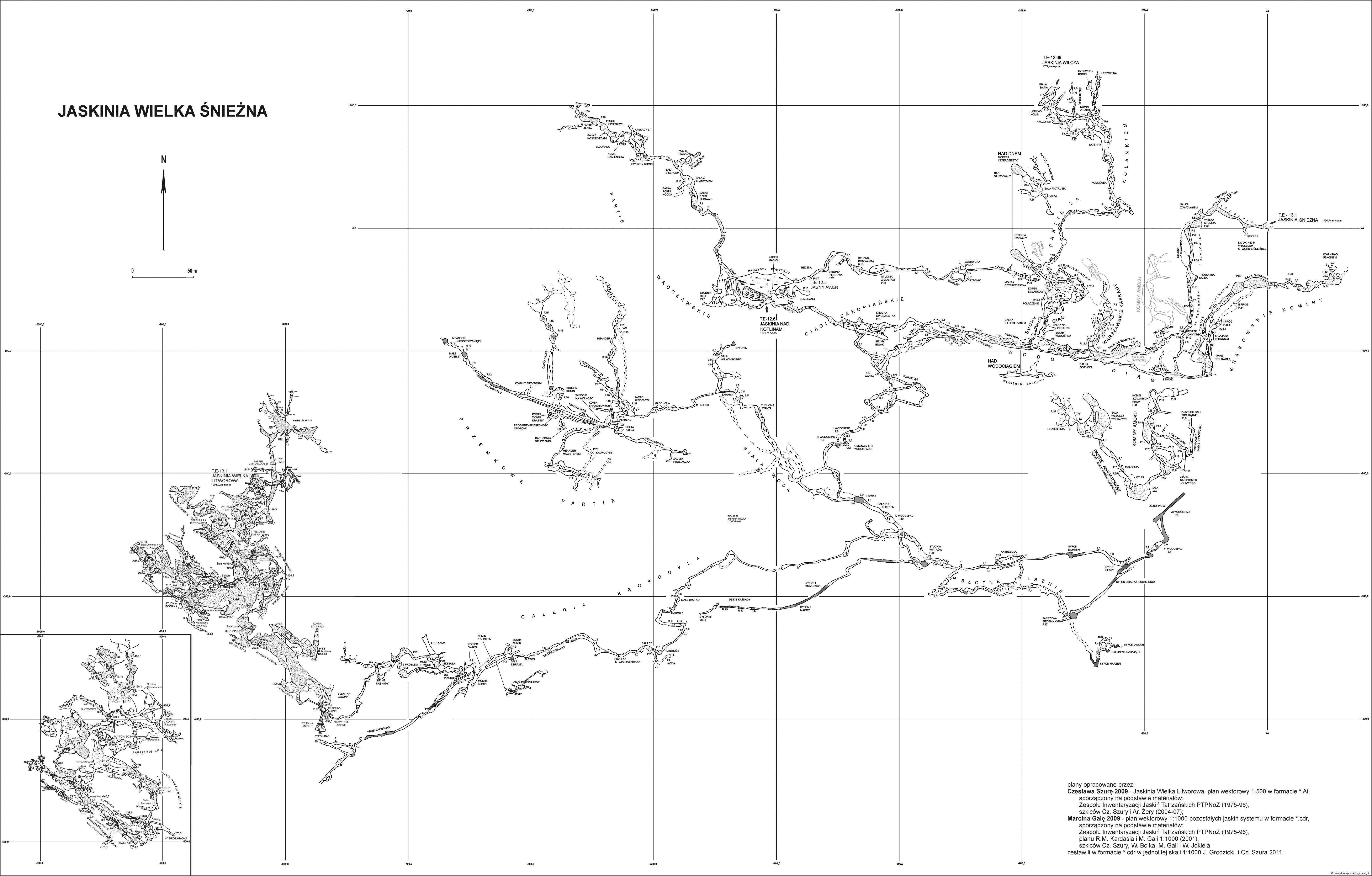
План всієї печери

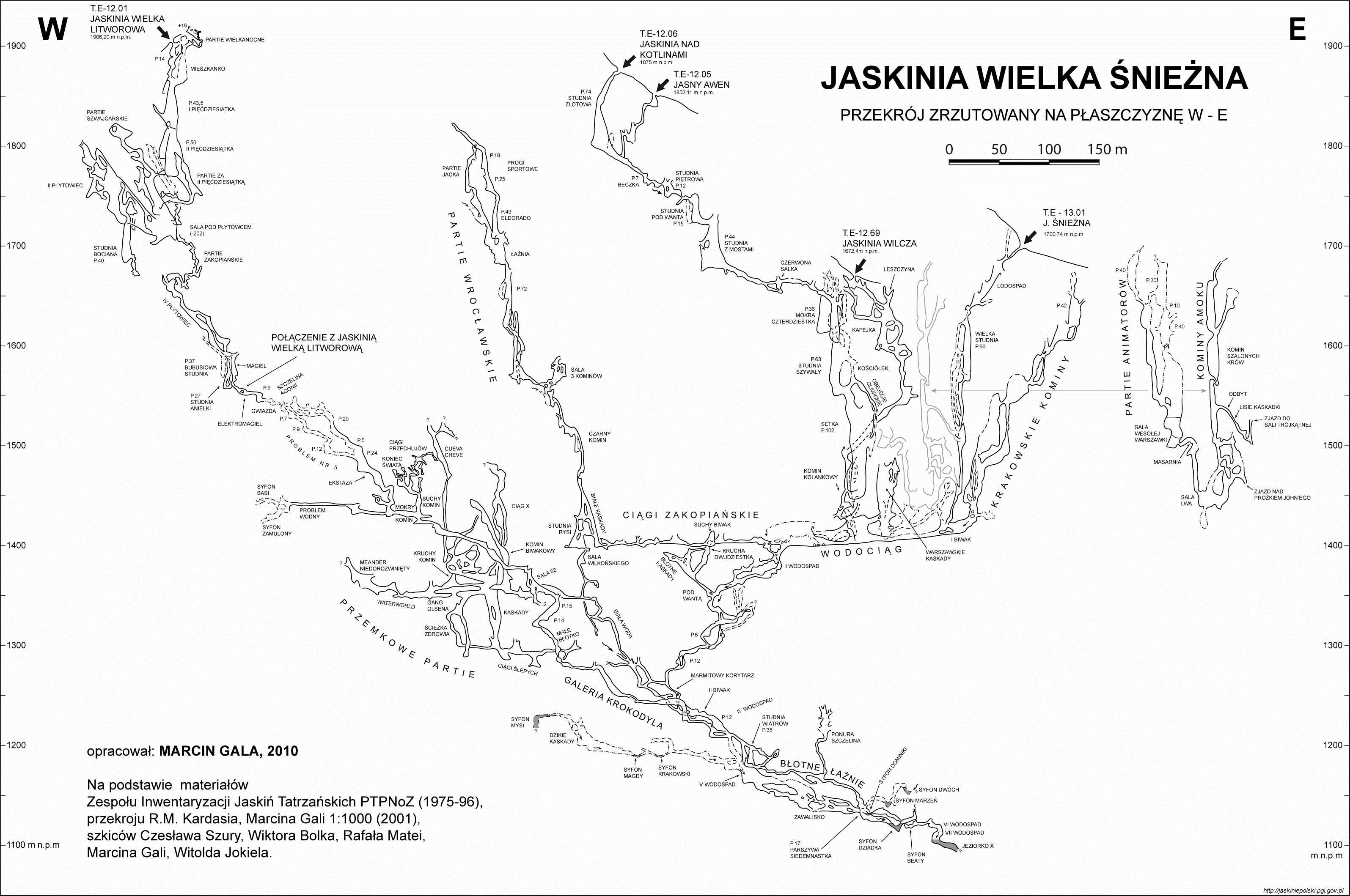
Перетин всієї печери

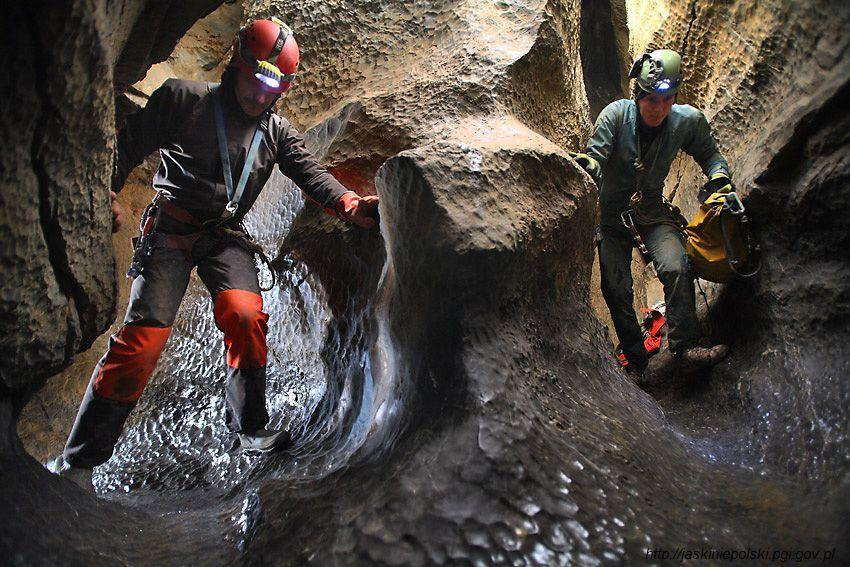
Штопор

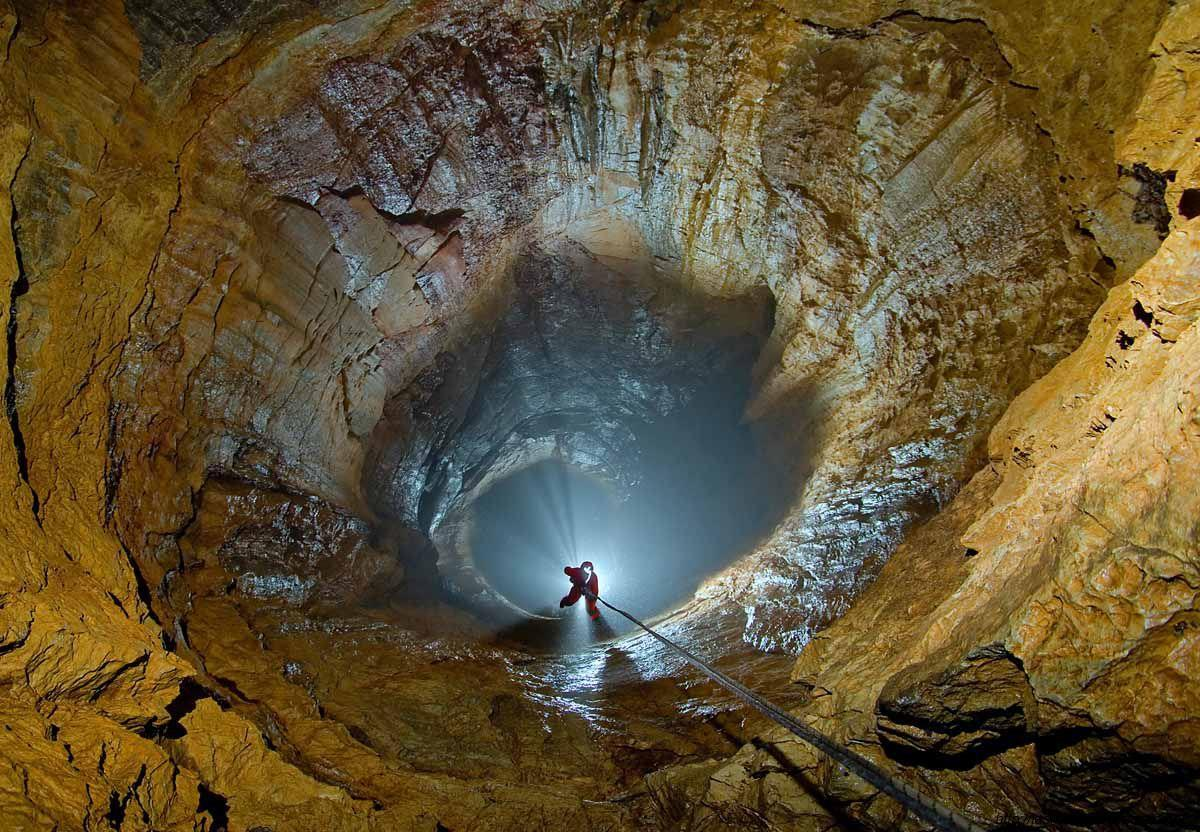
Великий Колодязь

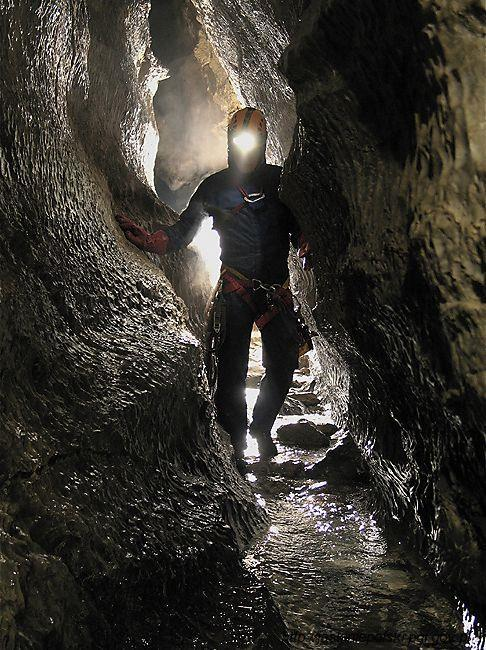
Водопровід

## Печера Сніжна
Вхід до неї знаходиться у Вижній Свістувце в долині Мала Лонка біля підніжжя стіни, що звисає від Котліна на висоті 1701 метрів над рівнем моря. Печера є головною, найдавніше відомою частиною системи Великої Сніжної печери. ЇЇ довжина становить близько 14954 метрів, денівеляція — 622 метри.

### Опис печери
Вхідні партії. Вхідний отвір трикутний, шириною і висотою близько 2 метрів. За ним — круто падаючий трубовий коридор (незвідані коридори спрямовані в сторону), який перетворюється на просторий льодопад (глибиною 50 метрів). Внизу знаходиться Зал з Ліфтом і починається Великий колодязь (глибиною 66 метрів) (на фото). За ним починається серія порогів під назвою Перший Плитовець (3 пороги) (фото) та Друга тарілка (3 пороги). Потім коридор веде до місця під назвою Перший табір (-280 метрів). Є коридор для водопостачання (на фото) з проточним потоком, що з'єднує окремі частини печери.
Колодязь позаду Траверса. Ці партії починаються бічним коридором на початку Великої Криниці. Коридор переходить у колодязі різної висоти, розташовані паралельно Великій криниці. Найнижча з них, Бечковата свердловина, досягає Першого Плитовця.
Димарі А та Партії Аніматорів. Бічна рука, що виходить з Другого плоскогір'я, а потім до Зали Лева. Тут високі димоходи, переважно паралельні Великій Криниці. Димарі Амоку починаються в Левовій Залі. Найбільший із димоходів — Димар Шалених Корів висотою 45 метрів. Партії Аніматорів також розпочинаються в Левовій Залі. 35-метровий димохід веде до однієї з більших печерних кімнат — Кімнати Веселої Варшавки (45)×15 метрів). Тут залишають глибокі димоходи та колодязі, які досі не досліджені.
Краківські димоходи. Ці партії відходять від водопостачання. Це серія димоходів, з'єднаних великими кімнатами. Найвищий димар висотою 42 метри.
Закопанські проходи — Вроцлавські партії. Закопянські проходи відходять від водопостачання і відносно горизонтальні. Найхарактерніші місця: Готичний зал з водоспадом I (висотою 15,5 метрів) та Суті Бівак. Сторони Вроцлава відходять від них — низка коридорів, що стрімко піднімаються вгору. Є, серед інших, Білі каскади та зал з 3-х димоходів.
Варшавські каскади. Частини печери, що залишають готичний зал. Тут багато озер, каскадів та водоспадів.
Біла вода — партія Пшемкове. Від водоспаду я веде декількома коридорами, що дістаються до місця під назвою Під Вантою. Звідси через сухий коридор Korkociąg (на фото) або через низку мальовничих каскадів можна дістатися до Салки з гравієм, водоспадом II та водоспадом III. Przemkowe Partie відходить на бік Білої Води. Характерними рисами є: Кемпінговий димар, Шлях здоров’я та два великі коридори: Меандр Магістерський та Олсен Ганг.
Мардітський Коридор — Грязьові Ванни — Сифон Дідуся. Найнижча частина печери. Мардітський коридор з озером спускається з партії Біла вода. Він сягає Бівак II. Нижче показаний потік, що утворює водоспад IV. Галерея крокодилів виїжджає збоку, тоді як вниз тече потік, що утворює водоспад V. Тут коридори розділяються. Один веде через Криницю Вітрів (глибиною 35 метрів) до історичного дна печери — Сифон Домініки, інший через прохід свердловини серед водоспадів та колодязів (у т.ч. Паршива Сімнадцятка) до найнижчого місця у всій Великій Сніжної Печері, доступної без пірнання — Дід Сифон (−784,8 метрів). Під час дайвінгу в домініканському сифоні ви можете дістатися до незалежних коридорів, де розміщений Beaty Siphon. Потім, пройшовшись коридором та пройшовши водоспад VI, ви доходите до незвіданих коридорів із сифоном під назвою Jeziorko X. Глибина −7,1 метра, досягнута у сифоні, на даний момент є найглибшою відомою точкою всієї печери (−808 метрів).
Галерея Крокодилів — з'єднання з печерою Великої Літворови. Збоку від водоспаду IV коридор з каскадами йде до Галерії Крокодила. Ви можете знайти тут партії Koniec Koniec та Koniec świata II, Suchy Komin та Mokry Komin. Піднявшись на три високі димоходи, можна дістатися до Партії за чотирма затискачами. Далі це штучно розширено Elektromagla Ріфт підключення Снігової печери з Великої Litworowa Cave.
Зона з'єднання. Перегородки за Лікотом залишають партію аніматорів. Є коридори з порогами та водотоком. Вони з'єднують у Біла Салці з Печерою Вовка. Поруч також коридори, що сполучають печеру з Печерою над Котлінамі.

## Велика печера Літворови
Друга найдовша печера у системі Великої Сніжної печери. Вхід до нього розташований у долині Літворови на схилі Малочняк на висоті 1906 метрів над рівнем моря Його довжина — 7185 метрів, а вирівнювання — 370 метрів.

### Опис печери

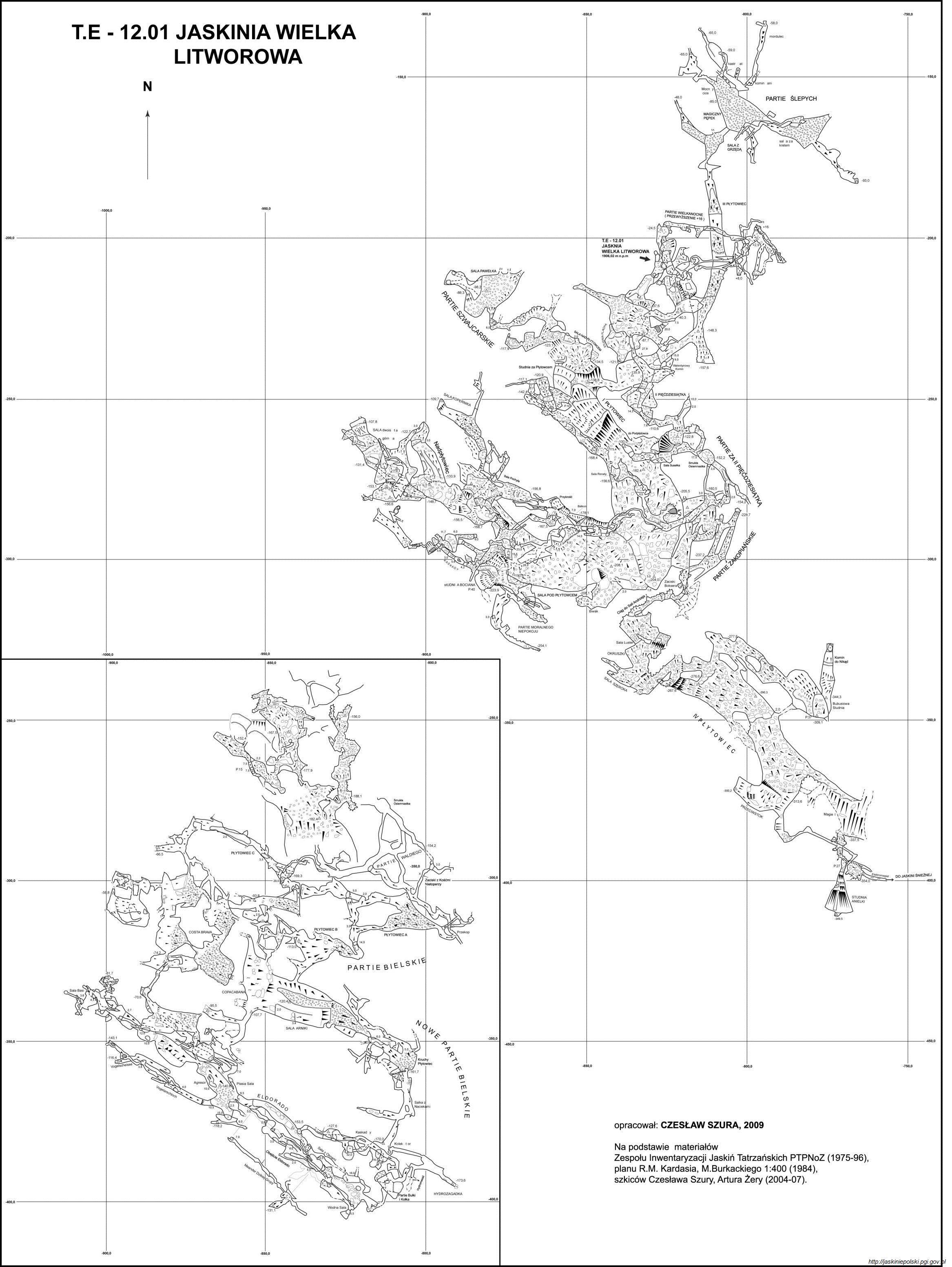
План печери Великої Літворови

Це печера вертикальної форми. Вхідний отвір — вихід на колодязь (14 метрів). Він веде до головного коридору печери. Пасхальні вечірки та житло проходять. Основна лінія продовжується через глибокі свердловини: Перша п'ятдесят (глибина 43,5 метрів), Кринична криниця (28 метрів) та Друга п'ятдесят (50 метрів). Бічна рука виходить на бік колодязя — Partie Bielskie і Nowe Partie Bielskie. З нижньої частини Другої П’ятдесяти головний коридор веде до порогу Першої Платформи, до Холу біля Плитовця (звідси відходять закопанські сторони) та ще трьох тромбоцитів. Звідси спускається коридор, що веде до Магла — місця зв’язку із Сніжною печерою.
Великодні вечірки. Вони ведуть до найвищої точки печери. Це струна невеликих коридорів і димоходів.
Наживо. Характерні місця: Кімната Я, Кімната з антресолями, балкон Апачі, димохід Ескалатора.
Партії після другої п’ятдесяти, партії Більські та Нові партії Більські. Велика бічна гілка печери загальною довжиною близько 2800 метрів. Спочатку вона веде до Салки Суселки, а потім до криниці Стрункої вісімнадцяти. Далі головний коридор партії Бельських проходить через скельні пороги до зали Колектор з водоспадом (партії Навальної та Колки відходять), Горне Каскад та камін Ельдорадо. Звідси коридор з Великим Хочете веде до Водної зали. Інший коридор веде від каміна Ельдорадо, в тому числі до Пташиної зали та Заваліско.
Закопанські вечірки. Це низка вузьких приміщень і колодязів з періодичним потоком води.

## Печера над долинами
Вхід до нього розташований у Вижча свістувка в Долині Мале Лонкі в поясі скель, що закриваються від гори Котліна на висоті 1875 метрів над рівнем моря Поруч відкриття печери Малалоцької. Довжина печери над Котлінамі — близько 1465 метрів, а вирівнювання — 433,5 метрів.

### Опис печери
Це печера вертикальної форми. Невеликий отвір веде до коридору, що простягається в рампу, що спускається до криниці Ралі глибиною до 74 метрів. З дна колодязя піаристський коридор (тут є зв’язок з Ясною Авен) веде до наступних колодязів: Бочки, Криниця Пєтровей, Криниця под Вантов, Криниця з Мостами (глибина 44 метри). Далі, є Чернова Салка та знову криниці: Мокра Чтерудника (глибина 36 метрів), Криниця Сяль (63 метри). Нижче основна лінія веде до найбільшої свердловини у всій печері Велика Сніжна — Сотні (110 метрів під гору). На дні колодязя є зв’язок із Сніжною печерою.

## Яскравий Овен
Яма печери знаходиться в 40 метрах від входу в печеру над Котлінамі в місті Виш Свістувка в долині Мала Лонка на висоті 1852 метри над рівнем моря Поруч знаходиться дірка печери Криниці з Косівкою. Довжина Ясни Авену — близько 115 метрів, а різниця вирівнювання — 61 метр.

### Опис печери
Це печера вертикальної форми. Починається він із 10-метрової глибини свердловини. Потім коридор спускається вниз до терміналу Бумеранг, за яким в печері над Котланамі є дві свердловини, що ведуть до піаристського коридору .

## Печера Вільча
Це найменша печера в системі. Вхід в нього знаходиться в долині Малої Лонки в стінах, що падають з Котлін до Ніжної Свістувки на висоті тисячі шістсот сімдесят дві м над рівнем моря. Його довжина близько 54,7 метра, а вирівнювання 16 метрів.
Печера починається 5-метровим пандусом, що веде до 7-метрового порогу, а потім до залу, звідки затискачем з'єднана із Сніжною печерою .

## Природа
У печері Велика Сніжна є багато водотоків. Вони з'єднують у нижніх частинах печери все більш великі водні шляхи, доводячи воду до кінцевих сифонів. Фарбування потоку у Водопроводі показало, що вода, що стікає по головному потоку через Сифон Домініки, витікає в Джерело льоду. У багатьох місцях печери є підземний дощ.
Більша кількість твердого снігу та льоду є в початкових частинах печери Сніжна. У печері Великої Літворови озеро на дні Першої П’ятдесяти замерзає, а лід часто тримається до літа.
Поява фауни в печері не вивчалося, ймовірно, система в основному містить водну фауну і кажанів .

## Опис відкриттів
| Дата          | Імена печер          | Імена печер          | Імена печер          | Імена печер          | Імена печер          |
| ------------- | -------------------- | -------------------- | -------------------- | -------------------- | -------------------- |
| відомий давно | -                    | -                    | Яскравий Овен        | Я. Велька Літворова  | -                    |
| 1959 рік      | Печера Сніжна        | -                    | Яскравий Овен        | Я. Велька Літворова  | -                    |
| 1966 рік      | Печера Сніжна        | Печера над долинами  | Яскравий Овен        | Я. Велька Літворова  | -                    |
| 1969 рік      | Велика сніжна печера | Велика сніжна печера | Яскравий Овен        | Я. Велька Літворова  | -                    |
| 1979 рік      | Велика сніжна печера | Велика сніжна печера | Велика сніжна печера | Я. Велька Літворова  | -                    |
| 1996 рік      | Велика сніжна печера | Велика сніжна печера | Велика сніжна печера | Велика сніжна печера | Печера Вільча        |
| 1999 рік      | Велика сніжна печера | Велика сніжна печера | Велика сніжна печера | Велика сніжна печера | Велика сніжна печера |

Система Великої Сніжної Печери була виявлена як кілька незалежних печер. Печера Велика Літворова і Ясні Авен відомі давно. Сніг Hole печера була відкрита спелеологами в Закопане (Юзеф Фрончек і Броніслав хНовина-Нойшевський) в 1959 році на основі керівних принципів горян. Печеру над Котліном було відкрито через сім років (Крістіан Парма), а Печера Вовків — лише в 1996 році в результаті досліджень повітряних потоків.
Через рік після відкриття печері Сніжна вдалося досягти глибини −545 метрів, що дало їй четверте місце серед найглибших печер у світі. У 1961 році було досягнуто сифона -567 метрів. У 1969 р. Печеру над Котліном було досліджено до -450 метрів і злилося з Сніжною, і вся була названа Великою сніжною печерою. Глибина всієї системи тоді була встановлена на рівні 783 метри (тоді 6-е місце у світі). Печера Ясна Авен була приєднана до Велики Сніжна у 1978 році. У 1972–1985 рр. Сифони Домініка та Беата були подолані, і досягнуто найнижчої точки печери (Єзіорко X). Тоді було відкрито ряд димоходів під назвою Парфський Вроцлав та Галерія Крокодила, які на рубежі 1995 та 1996 рр. Злилися з Великою печерою Літворови, підвищивши вирівнювання печери понад 200 метрів. Подальші відкриття загальною довжиною понад 7000 метрів були зроблені на ділянках Пшемкув, За Коланкіем, Амоку та Аніматори. У 1999 році печера Вільча увійшла до системи, ставши тим самим найнижчою дірою у Великій Сніжній.

## Аварії
Незважаючи на те, що в експедиціях до печер Татри (крім печер, доступних для туристів) можуть брати участь лише уповноважені особи, які мають належну підготовку та які є членами клубів печерного альпінізму, трапляються аварії, а рятувальні операції в печерах є одними з найскладніших.
З часу відкриття Великої Сніжної печери сталося багато аварій, в тому числі сім загиблих.
Перша смертельна ДТП сталася у травні 1970 року. В одному з колодязів у Печері над Котлінамі печерний чоловік із Гливиць помер від виснаження (криниця, в якій він помер, названа його ім'ям). Точна дата його смерті невідома, оскільки його не вдалося досягти. Його тіло було винесено на поверхню через два місяці, 19 липня. В акції взяли участь 54 рятувальники та печер, один з яких отримав поранення .
У серпні 1971 року Марек Шелеховський (досвідчений прусський завалів ), виїжджаючи з печери над Котлінамі, у вхідній криниці, помер досвідчений копний голова із Ченстохови .
У липні 1994 року 24-річний печерний чоловік з Вроцлава (без охорони) був убитий у Люсі Сімнадцять .
У серпні 1997 року в колодязі Вітрів внаслідок падіння з мотузки словацький печерний чоловік помер (у нього не було вузла, прив’язаного в кінці мотузки) .
У листопаді 2001 року в Криниці з Мостами впав камінь досвідчений копний голова з Катовиць Вальдемар Муха.
17 серпня 2019 року в партії Пшемкове зникли дві печери з Вроцлава, відрізані водою. У складній акції, через 5 днів вибуху скелі, рятувальникам ТОПР вдалося дістатися до місця, з якого можна було побачити тіло одного з них. Хоча дістатися до нього не вдалося, інтенсивна рятувальна операція була завершена. 30 серпня рятувальники дійшли до обох печер . 5 вересня їх тіла були винесені на поверхню .